# Simyra expressa
Simyra expressa là một loài bướm đêm trong họ Noctuidae.